# 旧制中等教育学校の一覧 (山口県)
山口県における旧制中等教育学校の一覧（きゅうせいちゅうとうきょういくがっこうのいちらん）とは、学制改革前（第二次世界大戦前）の山口県内での旧学制の中等教育学校をまとめた一覧である。

## 旧制中学校

### 公立
- 山口講堂 ⇒ 山口講習堂 ⇒ 山口明倫館 ⇒ 山口県立山口中学校（1870年）⇒ 山口県立山口変則中学校 ⇒ 山口県立山口変則小学校 ⇒ 毛利家立鴻城学舎 ⇒ 山口中学校 ⇒（県立移管）山口県立山口中学校 ⇒（高等中学科を官立山口高等中学校（後の官立山口高等学校）に移管）⇒ 山口県立山口高等小学校別科 ⇒ 山口県立山口学校 ⇒ 私立防長教育会山口中学校 ⇒（1895年：官立山口高等学校予科生徒を編入）山口県尋常中学校 ⇒ 山口県立山口中学校 ⇒《新制》山口県立山口高等学校 ⇒（1949年：山口県立山口第二高等学校と統合）山口県立山口東高等学校 ⇒（1950年：山口県立山口西高等学校と統合）山口県立山口高等学校
- 明倫館 ⇒ 萩学校 ⇒ 萩中学 ⇒ 県立萩中学校（1878年）⇒ 萩変則中学校 ⇒ 萩変則小学校 ⇒ 萩上等小学校 ⇒ 私立萩上等小学校 ⇒ 私立山口中学校萩分校 ⇒ 山口県立萩中学校 ⇒ 山口県立山口中学校萩分校 ⇒ 山口県立萩高等小学校別科 ⇒ 阿武郡立萩学校 ⇒ 私立萩学校 ⇒ 山口県尋常中学校萩分校 ⇒ 山口県山口中学校萩分校 ⇒ 山口県萩中学校 ⇒ 山口県立萩中学校 ⇒《新制》山口県立萩高等学校 ⇒ 山口県立萩北高等学校 ⇒（1950年：統合）山口県立萩高等学校
- 長府藩藩校敬業館 ⇒（私塾集童場との学統）豊浦学舎 ⇒ 県立豊浦中学校（1880年）⇒ 山口中学校豊浦分校 ⇒ 山口県立豊浦中学校 ⇒ 山口県立長府中学校 ⇒（校名復旧）山口県立豊浦中学校 ⇒《新制》県立豊浦高等学校 ⇒（県立長府女子高等学校と統合し男女共学化）県立下関東高等学校 ⇒（1954年：県立長府高等学校と県立豊浦高等学校の分離。男子校へ）県立豊浦高等学校 ⇒（2003年：共学化）山口県立豊浦高等学校
- 山口県都濃郡徳山中学校（1880年）⇒ 山口県尋常中学校徳山分校 ⇒ 山口県山口中学校徳山分校 ⇒ 山口県徳山中学校 ⇒ 山口県立徳山中学校 ⇒《新制》山口県立徳山高等学校 ⇒ 山口県立徳山西高等学校 ⇒（1950年：統合）山口県立徳山高等学校
- 養老館 ⇒ 山口県立岩国中学校 ⇒ 山口県立山口中学校岩国分校 ⇒ 岩国高等小学校別科 ⇒ 岩国学校 ⇒ 山口県那珂郡岩国学校 ⇒ 私立岩国学校 ⇒ 山口県尋常中学校岩国分校（1897年）⇒ 山口県山口中学校岩国分校 ⇒ 山口県岩国中学校 ⇒ 山口県立岩国中学校 ⇒《新制》山口県立岩国高等学校（男子校）⇒（山口県立岩国第一女子高等学校と統合）山口県立岩国西高等学校 ⇒（1950年：山口県立岩国東高等学校の普通科を統合）山口県立岩国高等学校
- 私立興風中学校（1906年）⇒ 山口県興風中学校 ⇒ 小野田市立興風中学校 ⇒ 山口県立興風中学校 ⇒《新制》山口県立小野田高等学校
- 私立周陽学舎 ⇒ 佐波郡立周陽学校 ⇒ 私立周陽学校 ⇒ 防府町外七か村学校組合立周陽中学校（1908年）⇒ 山口県立周陽中学校 ⇒ 山口県立防府中学校 ⇒《新制》山口県立防府高等学校 ⇒（統合）山口県立防府南高等学校 ⇒（1950年：統合）山口県立防府高等学校
- 宇部村立宇部中学校（1919年）⇒ 宇部市立宇部中学校 ⇒ 山口県立宇部中学校 ⇒《新制》山口県立宇部高等学校 ⇒ 山口県立宇部北高等学校 ⇒（1950年：統合）山口県立宇部高等学校
- 下関市立下関中学校（1920年）⇒（県立移管）山口県立下関中学校 ⇒ 県立下関第二中学校（夜間）と併設 ⇒《新制》山口県立下関高等学校並びに山口県立下関第二高等学校 ⇒（1949年：下関高等学校と下関第二高等学校を統合） 山口県立下関西高等学校 ⇒（東部分校を県立下関東高等学校に移管）⇒（1954年：南校舎を分離、山口県立下関南高等学校を設置）⇒（1980年：響分校が独立し山口県立響高等学校設置）
- 山口県立周東中学校（1921年）⇒ 山口県立柳井中学校 ⇒《新制》山口県立柳井高等学校
- 安下庄町立安下庄中学校（1923年）⇒ 山口県立安下庄中学校 ⇒《新制》山口県立安下庄高等学校 ⇒（2007年：統合）山口県立周防大島高等学校
- 深川村外八か町村組合立大津中学校（1924年）⇒ 山口県立大津中学校 ⇒《新制》山口県立大津高等学校 ⇒（2011年：統合）山口県立大津緑洋高等学校
- 山口県立厚狭中学校（1941年）⇒《新制》山口県立厚狭高等学校
- 山口県立光中学校（1942年）⇒《新制》山口県立光高等学校

### 私立
- 鴻城義塾（1889年）⇒ 私立鴻城中学校（1906年）⇒《新制》山口県鴻城高等学校
- 高水村塾（1898年）⇒ 財団法人山口県高水中学校（1923年）⇒《新制》高水高等学校・付属中学校
- 曹洞宗山口専門学支校（1878年）⇒ 曹洞宗第十六中学林 ⇒ 曹洞宗第四中学林 ⇒ 多々良中学校（1928年）⇒《新制》多々良学園高等学校 ⇒ 高川学園高等学校・中学校（2007年）
- 私立周東中学校（1919年）⇒（1936年：廃校）→（1957年：柳井学園高等学校）

## 高等女学校

### 公立
- 船木女児小学（1873年：厚狭郡船木村）⇒ 船木女学校 ⇒ 徳基学舎 ⇒ 徳基高等女学校（1884年）⇒（1908年：厚狭郡厚西村へ移転）⇒ 山口県立厚狭高等女学校（1923年）⇒《新制》山口県立厚狭女子高等学校 ⇒（1949年：統合）山口県立厚狭高等学校
- 私立山口女学校（1887年）⇒ 私立山口高等女学校（1890年）⇒ 私立毛利高等女学校 ⇒（県立移管）山口県立山口高等女学校 ⇒《新制》山口県立山口女子高等学校 ⇒ 山口県立山口西高等学校 ⇒（山口県立山口東高等学校と統合）山口県立山口高等学校 ⇒（1955年：分立）山口県立山口中央高等学校
- 下関市立下関高等女学校（1905年）⇒ 山口県立下関高等女学校 ⇒《新制》山口県立下関女子高等学校 ⇒ 山口県立下関南高等学校 ⇒（統合）山口県立下関西高等学校 ⇒（1954年：分立）山口県立下関南高等学校
- 山口県玖珂郡立実業補修女学校（1902年）⇒ 山口県玖珂郡立岩国女学校 ⇒ 山口県玖珂郡立岩国高等女学校（1909年）⇒ 山口県立岩国高等女学校 ⇒《新制》山口県立岩国第一女子高等学校 ⇒（山口県立岩国高等学校と統合）山口県立岩国西高等学校 ⇒（1950年：山口県立岩国東高等学校の普通科を統合）山口県立岩国高等学校
- 佐波郡立高等女学校（1909年）⇒ 佐波郡立山口県佐波高等女学校 ⇒ 山口県立防府高等女学校 ⇒《新制》山口県立防府女子高等学校 ⇒ 山口県立防府北高等学校 ⇒（1950年：統合）山口県立防府高等学校
- 柳井町立柳井女学校（1907年）⇒ 柳井町立柳井高等女学校（1910年）⇒ 玖珂郡立柳井高等女学校 ⇒ 山口県立柳井高等女学校 ⇒《新制》山口県立柳井女子高等学校 ⇒（1949年：統合）山口県立柳井高等学校
- 都濃郡立都濃高等女学校（1911年）⇒ 山口県都濃高等女学校 ⇒ 山口県立徳山高等女学校 ⇒《新制》山口県立徳山女子高等学校 ⇒ 山口県立徳山東高等学校 ⇒（1950年：統合）山口県立徳山高等学校
- 深川村立深川尋常高等小学校補習科（1903年）⇒ 大津郡立深川女子実業補習学校 ⇒ 大津郡立大津女学校 ⇒ 大津郡立大津高等女学校（1911年）⇒ 山口県立深川高等女学校 ⇒《新制》山口県立深川女子高等学校 ⇒（1949年：統合）山口県立大津高等学校 ⇒（2011年：統合）山口県立大津緑洋高等学校
- 女子補習学校（1900年）⇒ 豊浦女子実業補習学校 ⇒ 豊浦郡立豊浦女学校 ⇒ 豊浦郡立豊浦高等女学校（1913年）⇒《新制》山口県立長府高等女学校 ⇒（学制改革）山口県立長府女子高等学校 ⇒（県立豊浦高等学校と統合し男女共学化）山口県立下関東高等学校 ⇒（県立長府高等学校と県立豊浦高等学校の分離。女子校へ）山口県立長府高等学校 ⇒（2003年：共学化）山口県立長府高等学校
- 明倫高等小学校女子補習科（1901年）⇒ 阿武郡立実科高等女学校 ⇒ 山口県萩高等女学校（1920年）⇒ 山口県立萩高等女学校 ⇒《新制》山口県立萩女子高等学校 ⇒ 山口県立萩南高等学校 ⇒（1950年：統合）山口県立萩高等学校
- 私立済美実科高等女学校（1913年）⇒ 宇部村立済美実科高等女学校 ⇒ 宇部村立実科高等女学校 ⇒ 宇部市立実科高等女学校 ⇒ 宇部市立宇部高等女学校（一次：1922年）⇒ 山口県立宇部高等女学校 ⇒《新制》山口県立宇部女子高等学校 ⇒（統合）山口県立宇部南高等学校 ⇒（1950年：統合）山口県立宇部高等学校
- 宇部女子実業補習学校（1911年）⇒ 宇部市立宇部実業実践女学校 ⇒ 宇部市立宇部女子青年学校 ⇒ 宇部市立山口県宇部高等家政女学校（1935年）⇒ 宇部市立宇部高等女学校（二次：1943年）⇒《新制》山口県立宇部第二女子高等学校 ⇒（1949年：山口県立宇部南高等学校に統合）
- 山口県大島郡立実科高等女学校（1919年）⇒ 山口県大島郡立大島高等女学校（1922年）⇒ 山口県立久賀高等女学校 ⇒《新制》山口県立久賀高等学校 ⇒（2007年：統合）山口県立周防大島高等学校
- 私立精華女学校（1903年）⇒ 平生精華実科高等女学校 ⇒ 平生精華高等女学校（1922年）⇒ 平生町立山口県平生高等女学校 ⇒（統合、県立移管）山口県立熊毛高等女学校 ⇒《新制》山口県立熊毛南高等学校
- 私立吉田裁縫所（1889年）⇒ 私立嫻雅女学校 ⇒ 私立田布施実業女学校 ⇒ 田布施町立山口県田布施実科高等女学校 ⇒ 田布施町立山口県田布施高等女学校（1925年）⇒（統合、県立移管）山口県立熊毛高等女学校 ⇒《新制》山口県立熊毛南高等学校
- 小郡実科高等女学校 ⇒ 山口県立小郡高等女学校（1927年）⇒（統合）山口県立小郡農業学校 ⇒《新制》山口県立山口農業高等学校
- 豊東村立女子実業補習学校（1907年）⇒ 豊東村立田部実科高等女学校 ⇒ 山口県田部高等女学校（1929年）⇒ 山口県立田部高等女学校 ⇒《新制》山口県立田部女子高等学校 ⇒（統合）山口県立豊浦東高等学校 ⇒（1952年：分離）山口県立田部高等学校
- 山口県立室積高等女学校（1936年：山口県女子師範学校に併設）⇒《新制》山口県立光女子高等学校 ⇒（1949年：統合）山口県立光高等学校
- 三丘村立徳修実科高等女学校（1916年）⇒ 山口県徳修実科高等女学校 ⇒ 山口県徳修高等女学校（1943年）⇒《新制》山口県立徳修女子高等学校 ⇒ 山口県立熊毛北高等学校（1949年）
- 山口県立下松女子商業学校（1944年）⇒ 山口県立下松高等女学校（1946年）⇒《新制》山口県立下松高等学校
- 山口県立小野田女子商業学校（1944年）⇒ 山口県立小野田高等女学校（1946年）⇒《新制》山口県立小野田女子高等学校 ⇒（1949年：統合）山口県立小野田高等学校
- 船木実科高等女学校（1921年）⇒（1936年：廃止認可）
- 山口県立岩国高等家政女学校 ⇒（山口県立岩国女子商業学校と統合）⇒《新制》山口県立岩国第二女子高等学校 ⇒ （山口県立岩国商業高等学校と統合）⇒ 山口県立岩国東高等学校 ⇒ （山口県立岩国西高等学校へ普通科を移管、山口県立岩国工業高等学校と統合） ⇒ 山口県立岩国商工高等学校 ⇒ （1953年：山口県立岩国工業高等学校が分離）山口県立岩国商業高等学校

### 私立
- 中村裁縫伝習所（1867年）⇒ 中村裁縫女学校 ⇒ 私立中村実科女学校 ⇒ 中村高等女学校（1920年）⇒《新制》中村女子高等学校 ⇒ 山口中村学園高等学校（2025年）
- 山口県三田尻高等女学校（1926年）⇒《新制》三田尻女子高等学校 ⇒ 誠英高等学校（2003年）
- 村尾裁縫所（1877年）⇒ 私立村尾女子裁縫学校 ⇒ 野田女学校 ⇒ 野田高等女学校（1927年）⇒《新制》野田学園中学校・高等学校
- 山口県下松高等女学校（1929年）⇒《新制・光市に移転》聖光高等学校
- 香川裁縫塾（1903年）⇒ 香川裁縫女学校 ⇒ 香川実科女学校 ⇒ 山口県香川実科高等女学校 ⇒ 山口県香川高等女学校（1936年）⇒《新制》香川学園高等学校・中学校 ⇒ 宇部フロンティア大学付属中学校・香川高等学校（2004年）
- 山口県桜ケ丘高等女学校（1940年）⇒《新制》山口県桜ケ丘高等学校・晃英館中学校
- 下関阿部裁縫女学校（1912年）⇒ 下関阿部高等技芸女学校 ⇒ 早鞆高等女学校（1946年）⇒《新制》早鞆高等学校
- 梅香崎女学校（1887年）⇒（1914年：光城女学院と統合）下関梅光女学院 ⇒《新制》梅光女学院中学校・高等学校 ⇒（2012年：共学化）梅光学院中学校・高等学校
  - 光塩学校（1879年）⇒（広島市の広陵女学校を合併）山口英和女学校 ⇒ 光城女学院 ⇒（1914年：梅香崎女学校と統合し下関梅光女学院となる）
- 河野高等技芸院（1926年）⇒ 下関河野高等家政女学校 ⇒《新制》下関河野学園高等学校 ⇒ 下関女子短期大学付属高等学校 ⇒ 下関短期大学付属高等学校
- 宇部裁縫女学校（1928年）⇒ 宇部技芸女学校 ⇒ 宇部高等淑徳女学校 ⇒（統合）宇部女子商業学校 ⇒《新制》宇部学園女子高等学校・中学校 ⇒ 宇部女子高等学校・中学校 ⇒ 慶進中学校・高等学校（2002年）

## 実業学校

### 官立
- 大島郡立大島海員学校（1897年）⇒ 山口県立大島商船学校 ⇒（運輸省所管）大島商船学校 ⇒《新制》国立大島商船高等学校 ⇒ 国立大島商船高等専門学校（1967年）

### 公立

#### 玖珂
- 岩国実業補習学校（1918年）⇒ 岩国町立岩国実業公民学校（1929年）⇒ 岩国町立岩国商工学校（1935年）⇒（1940年：工業科が分離、県立移管）山口県立岩国工業学校 ⇒《新制》山口県立岩国工業高等学校 ⇒（1950年：統合）山口県立岩国商工高等学校 ⇒（1953年：分離）山口県立岩国工業高等学校
- 岩国実業補習学校（1918年）⇒ 岩国町立岩国実業公民学校（1929年）⇒ 岩国町立岩国商工学校（1935年）⇒（1940年：工業科を分離）岩国町立岩国商業学校 ⇒ 岩国市立岩国商業学校 ⇒ 岩国市立山口県岩国商業学校 ⇒（1944年：戦時非常措置により廃校、移籍）山口県立岩国商業学校 ⇒（1945年:山口県立岩国商業学校が廃止）→（1946年：設置許可）山口県立岩国商業学校 ⇒《新制》山口県立岩国商業高等学校 ⇒（1949年：統合）山口県立岩国東高等学校 ⇒（1950年：統合）山口県立岩国商工高等学校 ⇒（1953年： 工業課程を分離）山口県立岩国商業高等学校
- 山口県立岩国高等家政女学校（1945年）、山口県立岩国女子商業学校（1945年）⇒《新制・統合》 山口県立岩国第二女子高等学校 ⇒（1949年：統合）山口県立岩国東高等学校 ⇒（1950年：統合）山口県立岩国商工高等学校 ⇒（1953年：工業課程を分離）山口県立岩国商業高等学校
- 玖珂郡内5村学校組合立女子技芸学校（1919年）⇒ 玖珂郡内5村学校組合立玖西高等実業女学校 ⇒（1944年：県立移管）山口県立高森農業学校 ⇒《新制》山口県立高森農業高等学校 ⇒ 山口県立高森高等学校（1948年）⇒ 山口県立高森みどり中学校・高森高等学校（2003年）
- 柳井町立柳井商業学校（1920年）⇒ 山口県立柳井商業学校（1941年）⇒（1944年：戦時非常措置）山口県立柳井商工学校 ⇒《新制》山口県立柳井商工高等学校 ⇒（1972年：分離）山口県立柳井商業高等学校、山口県立柳井工業高等学校 ⇒（2006年：両校を統合）山口県立柳井商工高等学校

#### 熊毛
- 山口県立田布施農業学校（1935年）⇒《新制》山口県立田布施農業高等学校 ⇒（2010年：統合）山口県立田布施農工高等学校

#### 都濃
- 徳山町立徳山実業補習学校（1918年）⇒ 徳山町立実修学校・女学校（1925年）⇒ 徳山町立実業実践学校 ⇒ 山口県徳山実業学校 ⇒ 山口県徳山工業学校 ⇒ 山口県立徳山工業学校 ⇒（1946年：統合）山口県立徳山工業学校 ⇒《新制》山口県立徳山工業高等学校 ⇒（1949年：徳山市立高校と徳山工業高校を改編）山口県立徳山商工高等学校、山口県立徳山東高等学校（1950年県立徳山高校に統合）⇒（1967年：分離）山口県立徳山工業高等学校 ⇒（2006年：統合）山口県立徳山商工高等学校
- 徳山町立徳山実業補習学校（1918年）⇒ 徳山町立実修学校・女学校（1925年）⇒ 徳山町立実業実践学校 ⇒ 山口県徳山実業学校 ⇒（1944年：分立）山口県徳山女子商業学校 ⇒《新制》徳山市立高等学校 ⇒（1949年：徳山市立高校と徳山工業高校を改編）山口県立徳山商工高等学校、山口県立徳山東高等学校（1950年：県立徳山高校に統合）⇒（1967年：分離）山口県立徳山商業高等学校 ⇒（2006年：統合）山口県立徳山商工高等学校
- 徳山商業学校（1928年）⇒ 山口県立徳山商業学校（1944年）⇒（1946年：統合）山口県立徳山工業学校 ⇒《新制》山口県立徳山工業高等学校 ⇒（1949年：徳山市立高校と徳山工業高校を改編）山口県立徳山商工高等学校、山口県立徳山東高等学校（1950年より徳山高校に統合）⇒（1967年：分離）山口県立徳山商業高等学校 ⇒（2006年：統合）山口県立徳山商工高等学校

#### 佐波
- 防府商業学校（1929年）⇒ 山口県立防府商業学校 ⇒（1944年：戦時非常措置）山口県立防府工業学校 ⇒ 山口県立防府工業学校、山口県立防府商業学校（1946年）⇒《新制・統合》山口県立防府商工高等学校 ⇒（1949年：統合）山口県立防府南高等学校 ⇒（1950年：統合）山口県立防府高等学校 ⇒（1953年：商業課程が分立）山口県立防府商業高等学校 ⇒ 山口県立防府商工高等学校（2012年）

#### 吉敷
- 山口商業学校（1936年：私立）⇒（1944年：県立移管）山口県立山口商業学校 ⇒（1946年：山口県立山口商業学校が廃止）山口県立山口第二中学校（普通課程）⇒《新制》山口県立山口第二高等学校 ⇒（1949年：統合）山口県立山口東高等学校（商業課程）⇒（1950年：統合）山口県立山口高等学校 ⇒（1986年：商業課程を移管）山口県立西京高等学校
- 山口県立山口工業学校（1944年）⇒ 山口県立山口第二中学校（1946年）⇒《新制》山口県立山口第二高等学校 ⇒（1949年：統合）山口県立山口東高等学校 ⇒（1950年：統合）山口県立山口高等学校 ⇒（1951年：工業課程を廃止）
- 山口県山口農学校（1885年）⇒《新制》山口県立山口農業高等学校
- 山口県立豊浦農林学校（1944年）⇒《新制》山口県立西市農業高等学校 ⇒（統合）山口県立豊浦東高等学校 ⇒（1952年：分立）山口県立西市高等学校 ⇒（2019年：統合）山口県立山口農業高等学校 西市分校

#### 厚狭
- 宇部村立宇部実業補習学校（1918年）⇒ 宇部市立宇部農業補習学校 ⇒ 宇部市立宇部農業実践学校 ⇒ 宇部市立宇部農業学校 ⇒ 宇部市立宇部農芸学校 ⇒ 山口県立宇部農芸学校 ⇒《新制》山口県立宇部農業高等学校 ⇒（統合）山口県立宇部農商高等学校 ⇒（1953年：分立）山口県立宇部農芸高等学校 ⇒ 山口県立宇部西高等学校（1980年）
- 宇部市立宇部商業実践学校（1927年）⇒ 宇部市立宇部商業学校 ⇒（1944年：県立移管）山口県立宇部商業学校 ⇒（1945年：山口県立宇部工業学校に統合）⇒（1946年：再開）山口県立宇部商業学校 ⇒《新制》山口県立宇部商業高等学校 ⇒（統合）山口県立宇部農商高等学校 ⇒（1953年：分離）山口県立宇部商業高等学校
- 山口県立宇部工業学校（1921年）⇒《新制》山口県立宇部工業高等学校
- 宇部徒弟学校（1914年）⇒ 宇部工業徒弟学校 ⇒ 長門工業学校（1921年）⇒《新制・統合》山口県立宇部工業高等学校
- 小野田町外二箇村学校組合立小野田実業実践学校（1926年）⇒ 組合立小野田実業専修学校 ⇒ 組合立山口県小野田実業学校 ⇒ 小野田市立小野田工業学校 ⇒ 山口県立小野田工業学校 ⇒《新制》山口県立小野田工業高等学校

#### 豊浦
- 赤間関商業講習所（1884年：赤間関区内23ヶ町町立）⇒ 赤間関商業学校 ⇒ 市立赤間関商業学校 ⇒ 市立下関商業学校（1902年）⇒《新制》下関商業高等学校
- 下関市立下関実業補習学校（1910年）⇒ 下関市立下関商業実践学校 ⇒（1928年：下関工業実践学校を統合）市立下関商工実践学校 ⇒ 下関市立下関商工学校 ⇒ 山口県立下関第二工業学校（1944年）⇒《新制》山口県立下関実業高等学校 ⇒（1949年：統合）山口県立下関工業高等学校 ⇒（1954年：分離）山口県立安岡工業高等学校、山口県立幡生工業高等学校 ⇒ 山口県立下関工業高等学校、山口県立下関中央工業高等学校 ⇒（2016年：両校を統合）山口県立下関工科高等学校
- 山口県立滝部女子農業学校（1945年）⇒《新制》山口県立滝部農業高等学校 ⇒ 山口県立豊浦北高等学校（1949年）⇒ 山口県立豊北高等学校（1956年）⇒（2018年：統合）山口県立下関北高等学校

#### 美祢
- 山口県立美祢農林学校（1942年）⇒《新制》山口県立美祢農業高等学校 ⇒ 山口県立美祢高等学校（1949年）⇒（2013年：統合）山口県立美祢青嶺高等学校

#### 大津
- 日置村立日置農業補習学校（1906年）⇒ 大津郡立大津農林学校（1913年）⇒ 山口県立日置農林学校 ⇒《新制》山口県立日置農業高等学校 ⇒（2011年：統合）山口県立大津緑洋高等学校
- 山口県水産養成所（1939年）⇒ 山口県水産学校（1945年）⇒《新制》山口県立水産高等学校 ⇒（2011年：統合）山口県立大津緑洋高等学校

#### 阿武
- 萩町立明倫商業補習学校（1911年）⇒ 萩町立萩商業学校 ⇒ 山口県立萩商業学校 ⇒（1944年：戦時非常措置）山口県立萩工業学校 ⇒《新制》山口県立萩商工高等学校 ⇒（1965年：分離）山口県立萩商業高等学校、山口県立萩工業高等学校 ⇒（2006年：両校を統合）山口県立萩商工高等学校

### 私立
- 赤間関商業講習所（1884年）⇒ 赤間関商業学校 ⇒ 市立赤間関商業学校 ⇒ 市立下関商業学校 ⇒ （市立下関女子商業学校廃校　同校を編入学） 下関商業高等学校
- 村尾裁縫所（1877年）⇒ 私立村尾女子裁縫学校 ⇒ 野田女学校 ⇒ 野田高等女学校 ⇒《新制》野田学園中学校・高等学校
- 柳井女子商業専修学校（1936年）⇒ 柳井女子商業学校 ⇒《新制》柳井女子商業高等学校  ⇒ 柳井学園高等学校（1957年）

## その他
- 鴻城夜学会 ⇒ 私立鴻城実践中学
- 宇部夜間中学 ⇒ 宇部市立宇部中学校 ⇒ 宇部市立宇部高等学校定時制 ⇒ 山口県立宇部中央高等学校定時制
- 山口県立下関夜間中学 ⇒ 山口県立下関第二中学校 ⇒ 山口県立下関第二高等学校定時制 ⇒ 山口県立下関西高等学校定時制